# 17-й військовий округ (Третій Рейх)

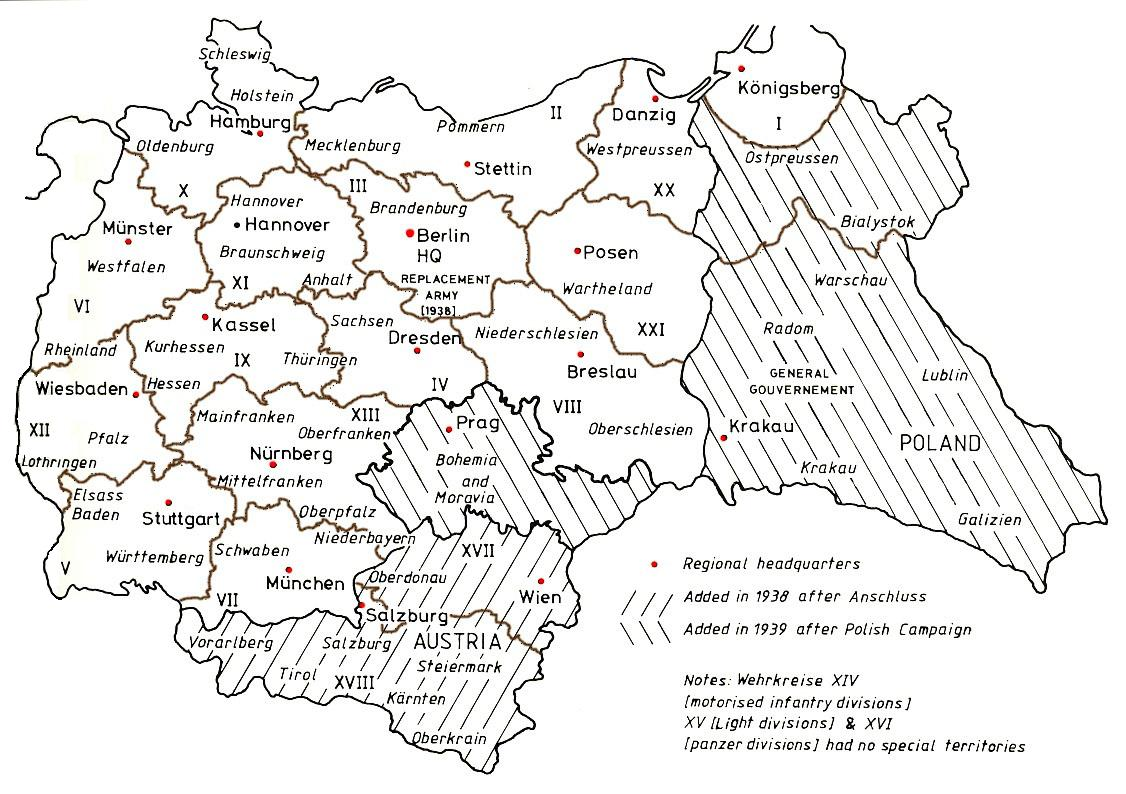
Карта військово-адміністративного розподілу Третього Рейху на 1944 рік

17-й військовий округ (нім. Wehrkreis XVII) — одиниця військово-адміністративного поділу Збройних сил Німеччини за часів Третього Рейху.

## Командування

### Командувачі
- генерал від інфантерії Вернер Кініц (нім. Werner Kienitz) (1 квітня 1938 — 26 серпня 1939);
- генерал авіації Отто фон Штюльпнагель (нім. Otto von Stülpnagel) (26 серпня 1939 — 24 жовтня 1940);
- генерал артилерії Альфред Штреціус (нім. Alfred Streccius) (25 жовтня 1940 — 21 серпня 1943);
- генерал від інфантерії Альбрехт Шуберт (нім. Albrecht Schubert) (21 серпня 1943 — літо 1944);
- генерал танкових військ барон Ганс-Карл фон Езебек (нім. Hans-Karl Freiherr von Esebeck) (літо — 20 липня 1944), ТВО;
- генерал від інфантерії Альбрехт Шуберт (20 липня 1944 — квітень 1945).